# NGC 6199
NGC 6199 is een ster in het sterrenbeeld Hercules. Het hemelobject werd op 9 juli 1864 ontdekt door de Duitse astronoom Albert Marth.